# Olimpiodor d'Atenes
Olimpiodor (grec antic: Ὀλυμπιόδωρος, llatí: Olympiodorus) fou un general i home d'estat atenenc. Apareix com arcont epònim el 294 aC.
Quan Cassandre va atacar Atenes el 298 aC, Olimpiodor va anar per mar a Etòlia i va induir a la Lliga Etòlia a enviar ajut a Atenes; Cassandre es va haver de retirar. Una mica després Elateia, conquerida per Cassandre, es va revoltar i mercès a l'ajut enviat per Olimpiodor va poder resistir el contraatac.
El 283 aC quan Demetri de Macedònia va ser privat del seu regne per Lisímac de Tràcia i Pirros de l'Epir, un petit nombre d'atenencs dirigits per Olimpiodor va decidir expulsar a la guarnició macedònia de la fortalesa del Museu a Atenes, que romania lleial a Demetri; el Museu fou assaltat i ocupat i també el Pireu i Muníquia. Olimpiodor va reunir un petit cos de tropes a Eleusis amb els quals va combatre a les forces lleials a Demetri. Aquest va atacar Atenes, però es va haver de retirar per l'arribada de Pirros i va anar a l'Àsia Menor.
Olimpiodor tenia una estàtua col·locada a l'Acròpoli.